# 大野博
大野 博（おおの ひろし、1911年 - 1939年（昭和14年）2月2日）は、日本の海軍軍人、海軍少佐。現在の千葉県船橋市出身で、父 大野善兵衛、母 正子の二男として生まれる。父は製麩業のかたわら、船橋町議などを務めた。

## 経歴
船橋尋常高等小学校から千葉県立千葉中学校に進み、1930年（昭和5年）4月に海軍兵学校に海兵61期生として入学、1933年（昭和8年）卒業。海兵卒業後は、装甲巡洋艦「浅間」、戦艦「山城」、重巡洋艦「羽黒」に乗艦した。日中戦争勃発後の1938年（昭和13年）4月、特別陸戦隊副官兼第五艦隊司令部附となり、5月廈門（アモイ） 島攻略戦で敵前上陸、同島占領。1938年（昭和13年）11月には海軍大尉に昇進した。1939年（昭和14年）2月2日「伊号第六三潜水艦」の航海長兼分隊長として訓練に参加、豊後水道の水の子灯台付近で碇泊中の同日午前6時4分、「伊六三潜」は僚艦である「伊号第六〇潜水艦」に追突され、沈没。この事故は、「伊六〇潜」が、「伊六三潜」の舷燈と艦尾燈を漁船二隻の燈火と見誤り、間を通り抜けようと直進したことによる。なお、「伊六〇潜」は、艦首に大きな損傷を負ったが、沈没を免れた。
この事故で大野も、「伊六三潜」の81名の殉職者の一人となり、同日海軍少佐に特進、享年28。法名は、輝海院殉勇博道大居士。この事故で沈没した「伊六三潜」の船体の引き揚げ、殉職者遺体の収容は、翌年1月下旬にようやく行われた。船橋市本町の実家（屋号：麩屋）があった近くに墓がある。
なお、この大野海軍少佐の思い出について、短いエピソードであるが、「船橋地誌～夏見潟を巡って」（長谷川芳夫著・2005年）の中に筆者の父親の言葉として紹介されている。